# Parc Trianon
Pour les articles homonymes, voir Siqueira, Siqueira Campos, Campos et Trianon (homonymie).
Le Parc Tenente Siqueira Campos, plus connu sous le nom de Parc Trianon ou Parc du Trianon (Parque Trianon ou Parque do Trianon en portugais), est un espace vert de la ville de São Paulo au Brésil. 

## Situation et accès
Il se situe le long de l'avenue Paulista et a la particularité d'être, à l'origine, un reste de la forêt primaire Mata Atlântica.
Il occupe une superficie de 47 132 m2, divisés en : 34 706 m2 de végétation naturelle ou implantée, 12,108 m2 de sentiers pavés, 30 m2 de plan d'eau et 288 m2 de bâti.
Sa fréquentation moyenne est de 1 000 personnes par jour en semaine, 3 000 le samedi et 3 600 le dimanche.

## Historique
Le parc est inauguré le 3 avril 1892, un an seulement après l'avenue Paulista, dans un contexte d'expansion de l'urbanisation de São Paulo. En cette fin du XIXe siècle, l'économie de la ville repose essentiellement sur la production du café, et l'aristocratie caféière reste encore sous l'influence du Romantisme européen. C'est dans ce contexte que le parc prend la forme d'un jardin à l'anglaise, mais doté d'une végétation tropicale exubérante, reste préservé de la Mata Atlântica.
Le concepteur et responsable du projet est le paysagiste français Paul Villon, ce qui explique que l'on trouve le nom de « Parc Villon » dans certains textes anciens. Le parc est baptisé « Trianon » en raison de la présence à l'époque d'un club qui porte ce même nom juste face à lui, de l'autre côté de l'avenue Paulista, à l'endroit qu'occupe aujourd'hui le Musée d'Art de São Paulo. Entre 1911 et 1914, l'architecte Ramos de Azevedo conçoit le Belvédère Trianon, qui sera construit en 1916 puis démoli en 1957 pour laisser place à la construction du MASP. Le parc et le belvédère serviront pendant des années à la haute société vivant dans le quartier de lieu de rencontre, à l'occasion de fêtes et évènements culturels.
En 1924, la préfecture devient propriétaire du parc, qui reçoit en 1931 son nom actuel de « Parc Tenente Siqueira Campos »  en hommage à un héros de la Révolte Tenentiste de 1924, Antônio de Siqueira Campos.
À partir de 1968, le parc subit plusieurs transformations et dispose aujourd'hui d'un vivier d'oiseaux, de fontaines, d'une statue de Victor Brecheret, d'un square pour enfants. Il est à l'origine créé à partir de la forêt primaire, avant de subir des transformations et l'introduction de variétés végétales exogènes. Certains arbres anciens atteignent des tailles gigantesques, comme des cèdres ou pau-ferro, essences endémiques qui couvraient autrefois toute la région.

## Bâtiments remarquables et lieux de mémoire

### Vues par satellite
- Vue du parc Trianon par satellite (Google Maps) (23° 33′ 41″ S, 46° 39′ 23″ O)
- Parc Trianon sur WikiMapia

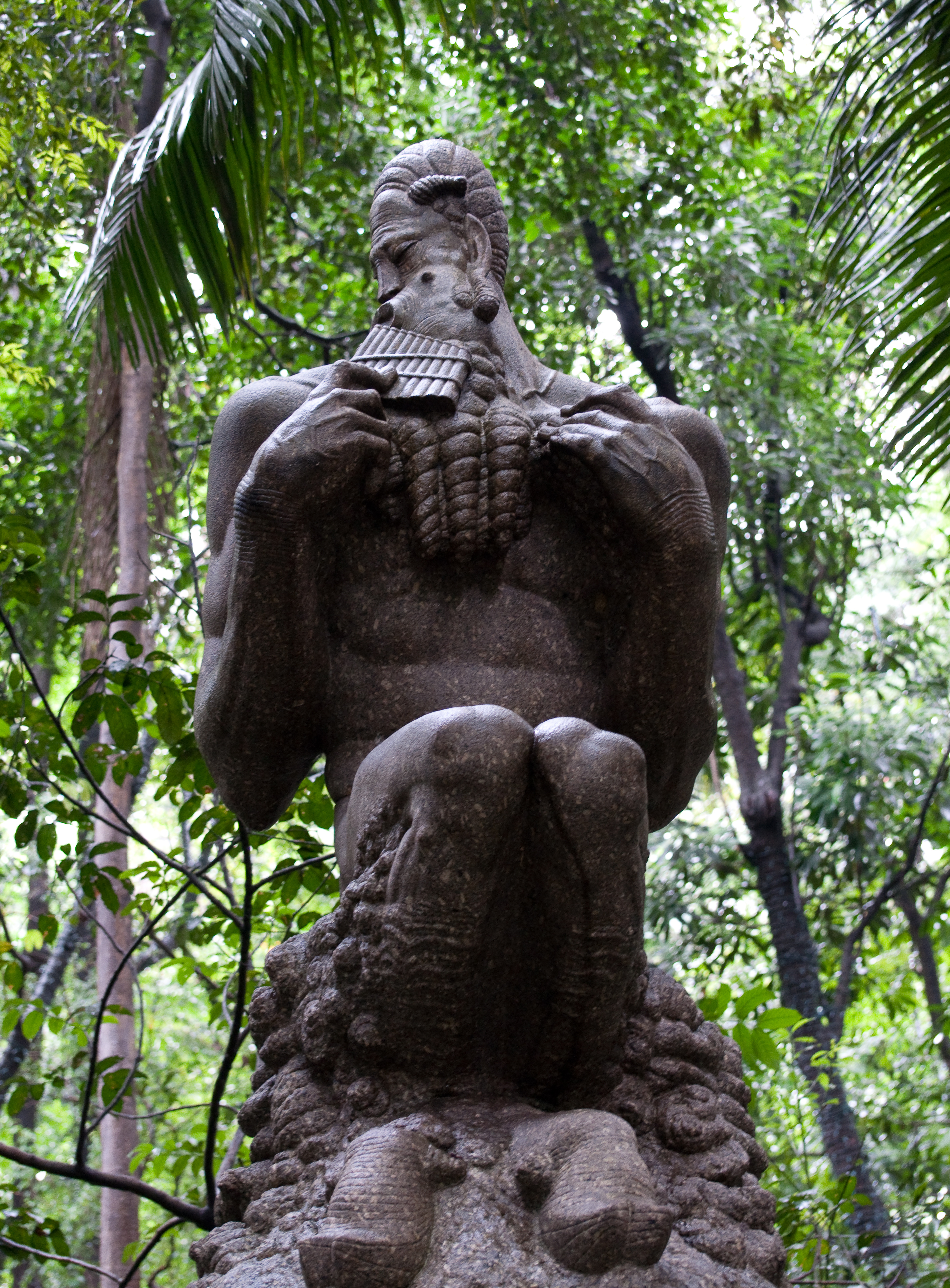
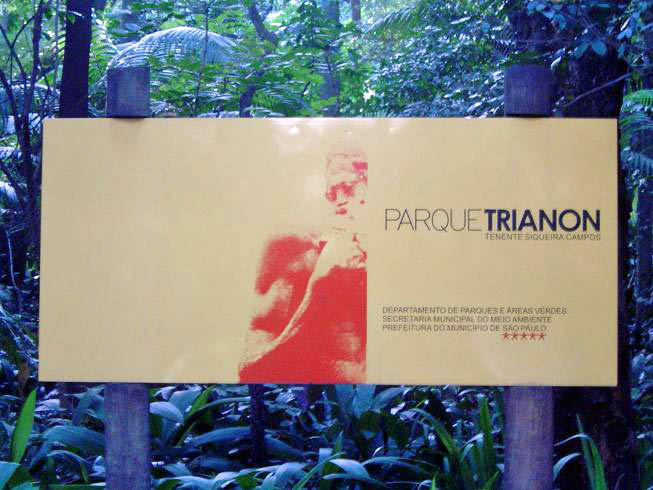
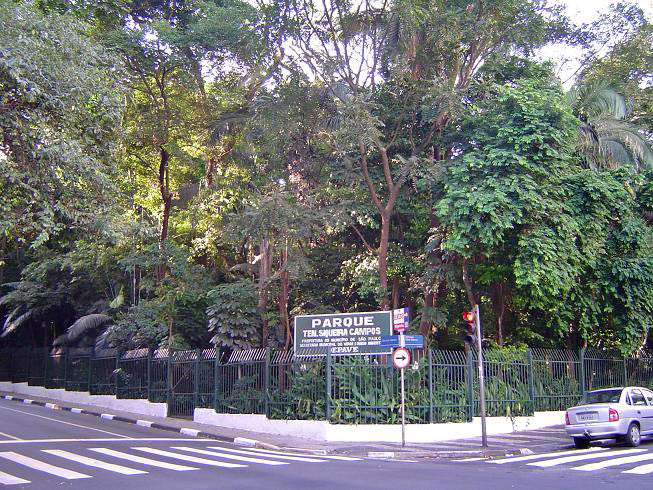
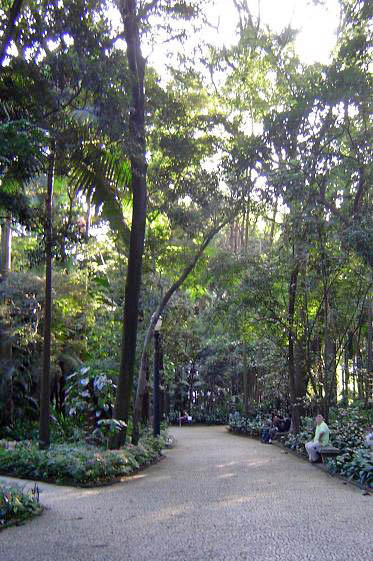
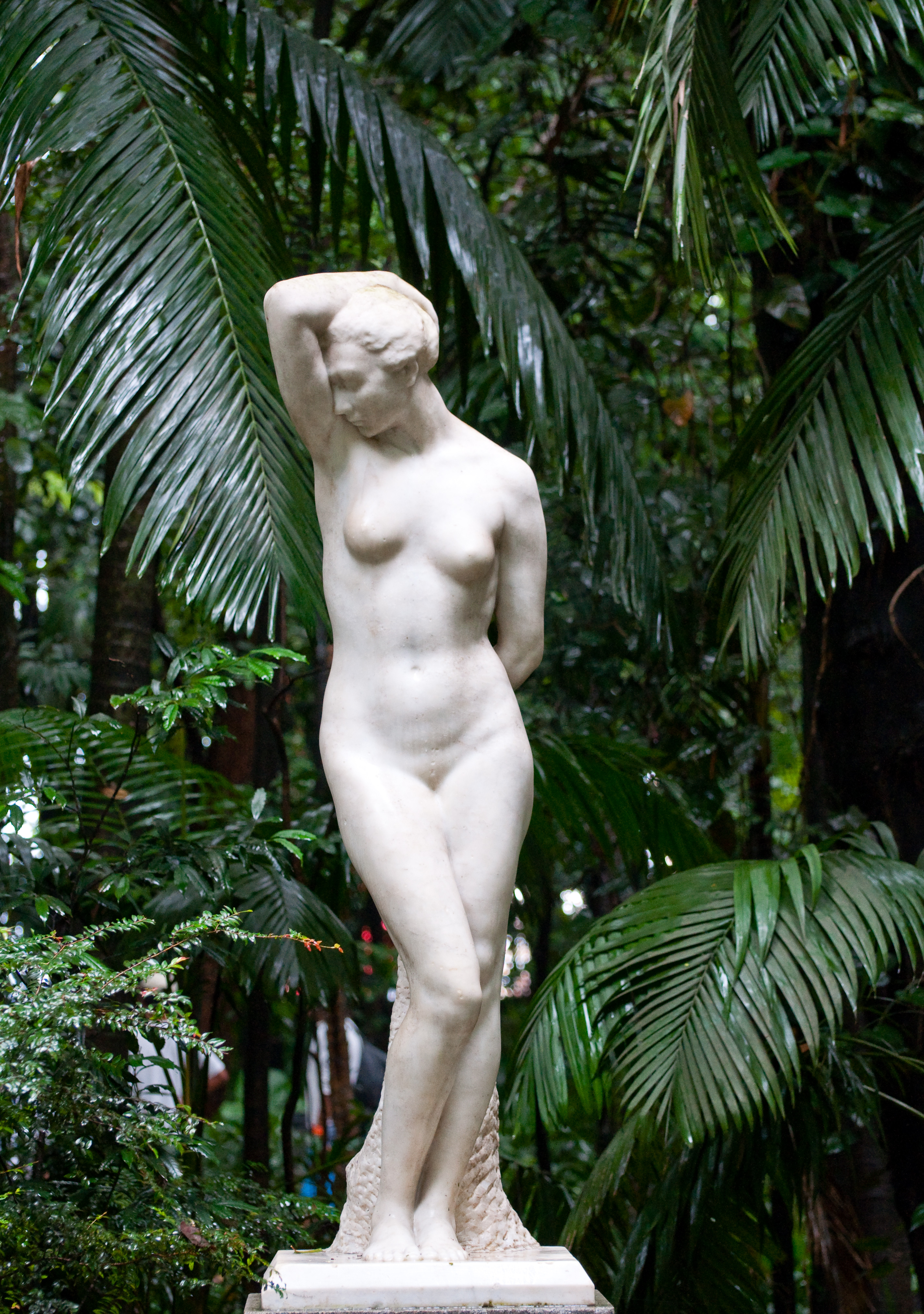
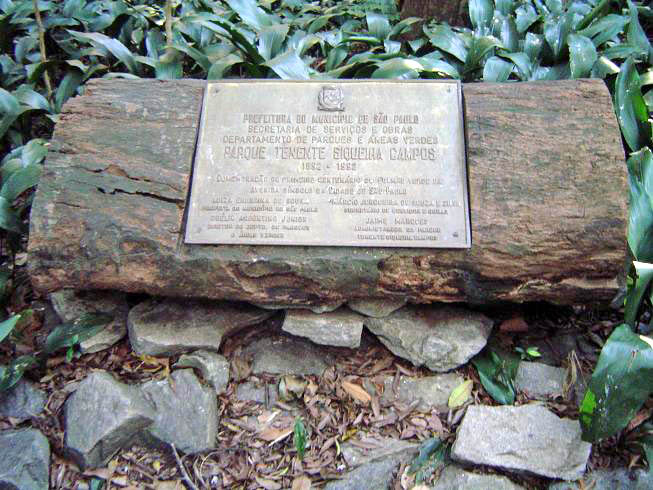
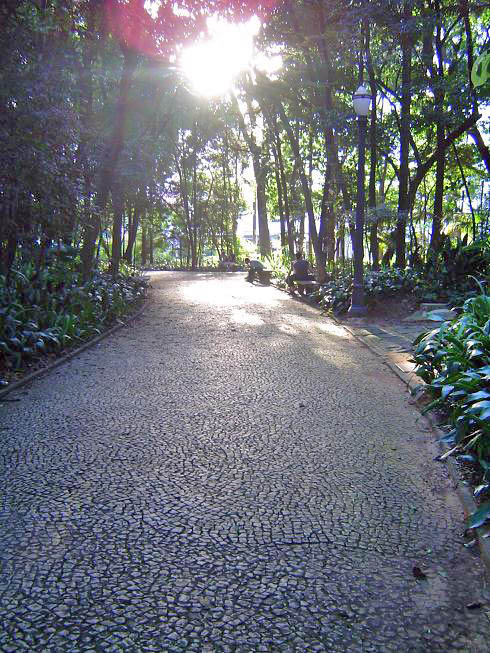
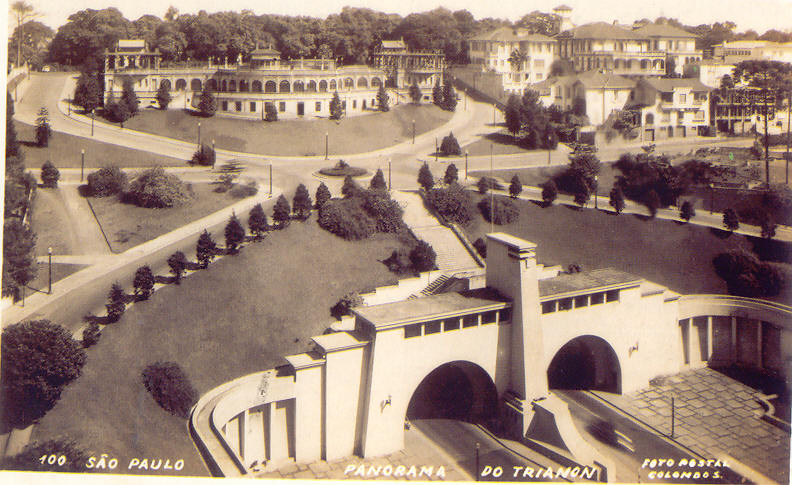
Parc et Belvédère Trianon, tunnel du 9 juillet (1930)